# 李棠階
李 棠階（り とうかい、Li Tangjie、1798年 - 1865年）は、清末の官僚・儒学者。字は樹南、号は文園・強斎。河南省河内県出身。
1822年、進士となり、翰林院庶吉士、編修、侍読を歴任した。1842年、広東学政・太常寺少卿のときに例に違えて老年の武生を採用したとして処罰され、郷里に帰った。
1853年、太平天国軍が北伐を開始すると、李棠階は各村鎮と連絡を取って団練を組織し、「友助社」と名付けて、防衛にあたった。
1862年、再び北京に呼び戻され、大理寺卿、礼部侍郎、左都御史、戸部尚書代理を歴任し、軍機大臣も兼ねた。1863年、工部尚書に異動となった。さらに1864年には礼部尚書となった。死後、太子太保と文清の諡号が贈られた。
李棠階は宋明理学を深く研究し、「程顥・程頤・朱子・陸九淵・王陽明のいずれにも偏らない」立場をとり、「克己」「省身」を座右の銘とし、武陟県の河朔書院で13年間講義した。

## 著書
- 『古本大学集解』1巻
- 『喪気十戒』1巻
- 『憑良心録』1巻
- 『李文清公遺書』8巻
- 『志節編』2巻
- 『強斎日記』16巻
- 『李文清公遺文』1巻
- 『李文清公詩集』1巻